# Акмонітал

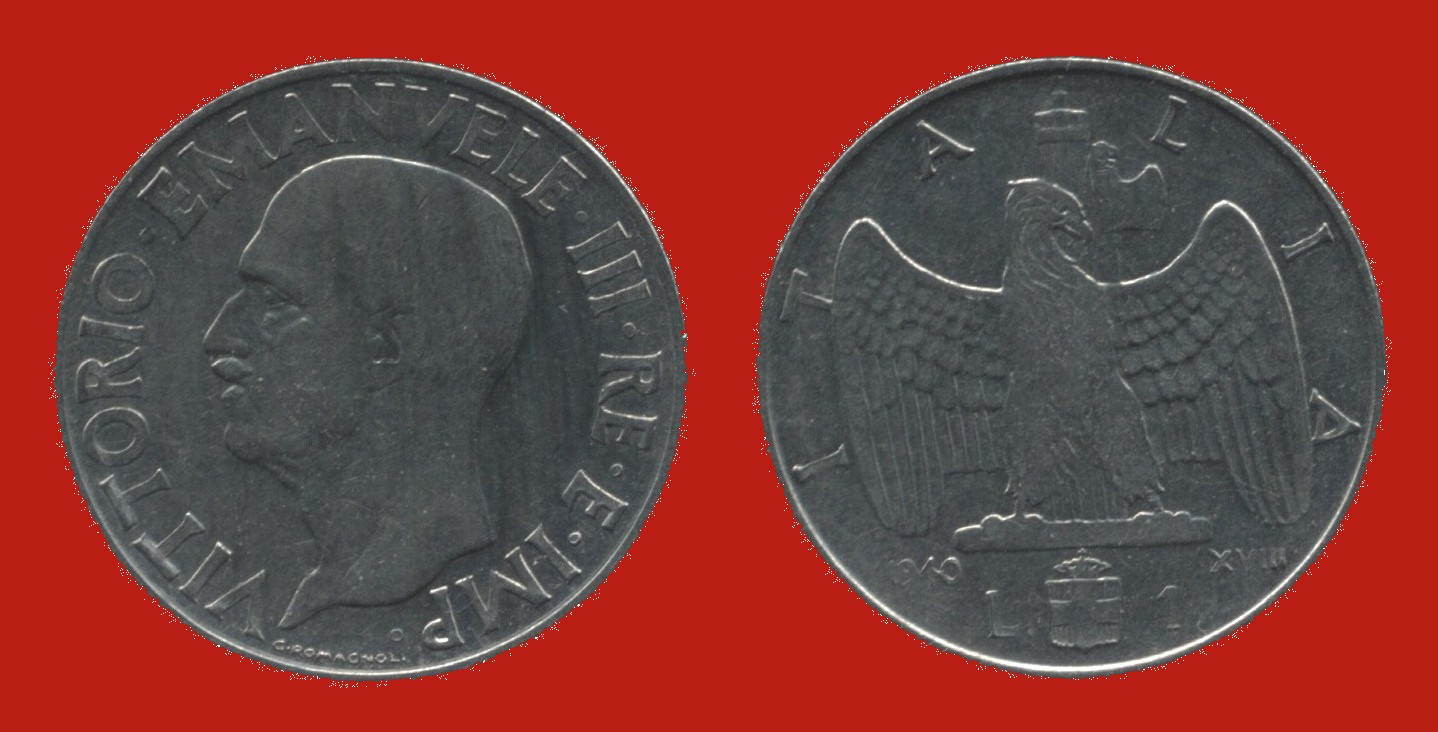
Монета номіналом в 1 ліру з акмоніталу (1940)

Акмоніта́л (акронім від італ. acciaio monetario italiano — «італійська монетна сталь»)— назва аустенітної неіржавної хромистої сталі. Один з варіантів складу сплаву: залізо — основна частка, вуглець — 0,14 %, хром — 17,5-19 %, магній — 0,50 %, кремній — 1,15 %, сірка — 0,03 %, фосфор — 0,03 %.

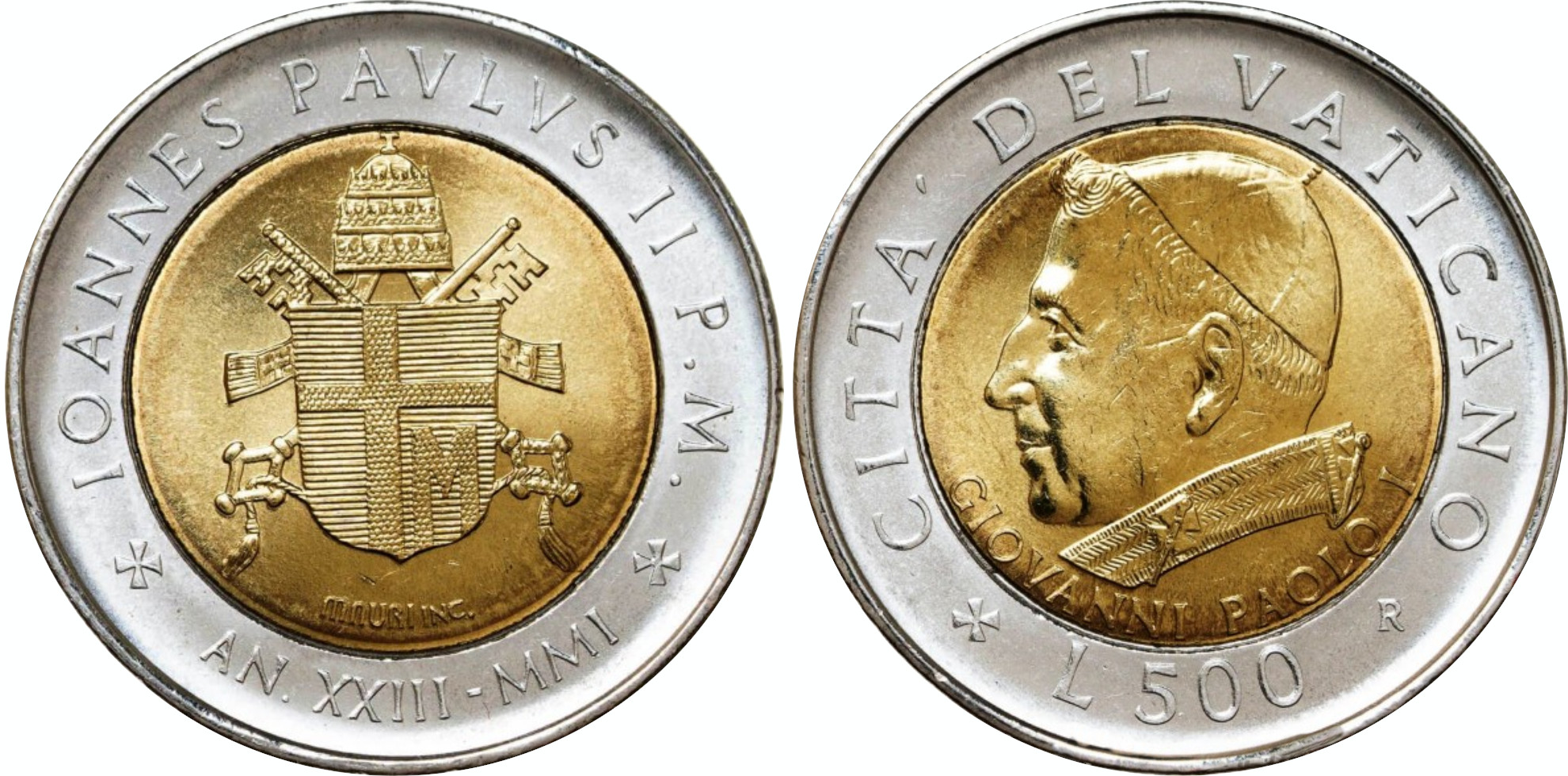
Монета номіналом 500 ватиканських лір з акмоніталу і бронзіталу (внутрішня частина)

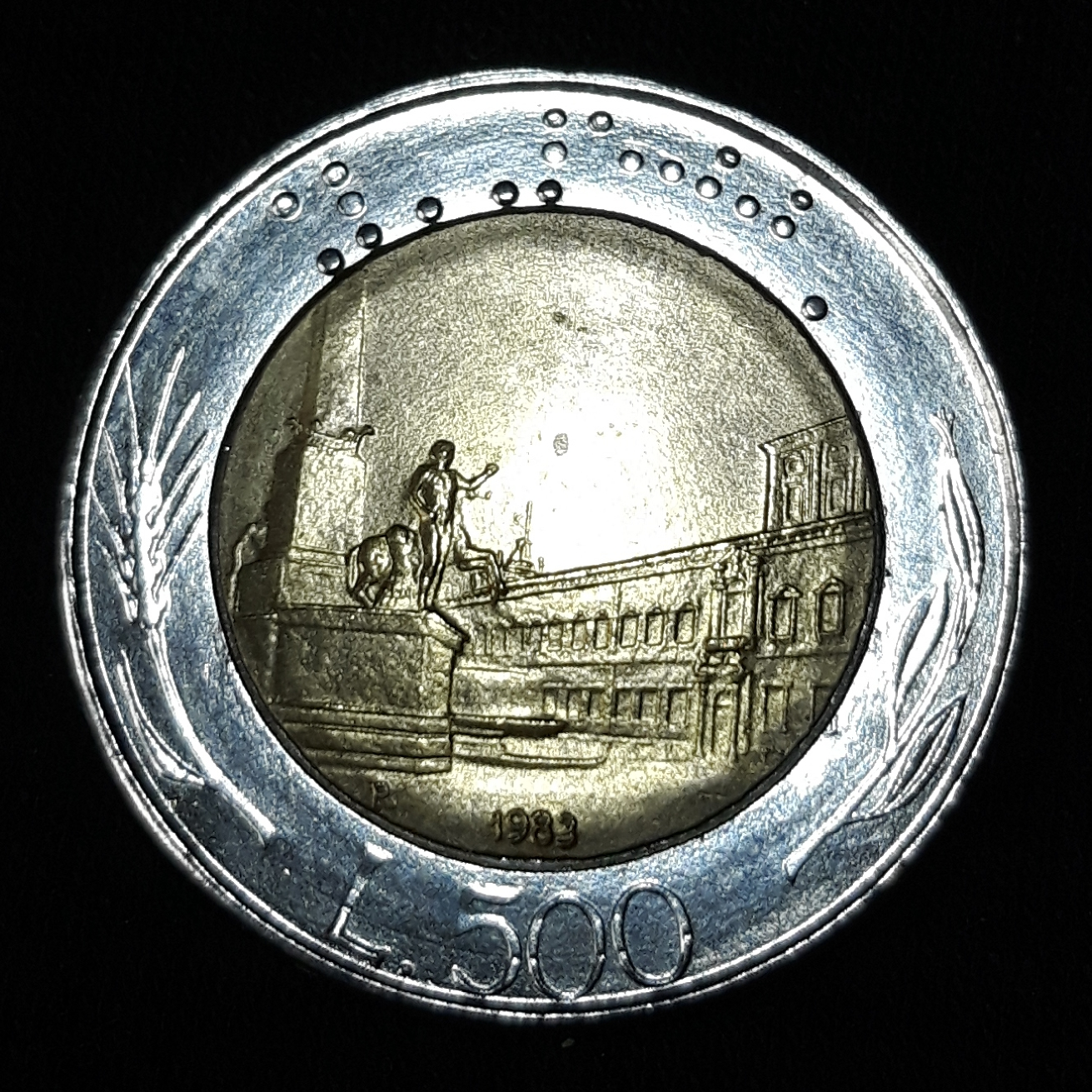
Акмонітал і бронзітал (внутрішня частина). 500 лір (1983)

З цього сплаву в різні часи на Римському монетному дворі карбувались розмінні монети Італії, Ватикану, Сан-Марино і України (карбувались монети номіналів: 1 та 5 копійок зразка 1992 року). Монети номіналом 1 та 5 копійок з акмоніталу також карбувались з 1992 до 1996 року на Луганському верстатобудівному заводі.
У монетній справі застосування знайшли два різних типи цього сплаву:
- феромагнітний акмонітал із вмістом заліза 82 % і хрому 18 %, що відповідає сталі марки AISI 430 ;
- немагнітний акмонітал зі складом: 72 % заліза, 18 % хрому і 10 % нікелю, що відповідає за стандартом марці AISI 304.

У 1939 році в Італії, зокрема монети номіналом 20 і 50 чентезимо, 1 та 2 ліри карбувались з немагнітного сплаву AISI 304, а потім, починаючи із 1940 року через високу вартість нікелю, що надходив з-за кордону, — з феромагнетика AISI 430, хоча він дорожчий і складніший в обробці. Італійська Республіка також використовувала амонітал для монет номіналом 50 і 100 лір і для зовнішньої сторони біметалевих монет номіналом 500 лір, а потім відмовилася від його використання після уведення євро.